# Сахацький Олексій Ілліч
Олексі́й Іллі́ч Саха́цький (1954—2016) — український гідрогеолог, доктор геологічних наук, лауреат Державної премії України в галузі науки і техніки, нагороджений Почесною грамотою Президії НАН України, премією Республіканського науково-економічного товариства (1982).

## З життєпису
Народився 1954 року в Києві у родині геолога. Закінчив загальноосвітню та музичну школи. 1977 року з відзнакою закінчує Київський університет ім. Шевченка, одночасно отримує диплом перекладача з англійської мови.
Трудову діяльність розпочав в ІГН НАН УРСР, у відділі тепломасопереносу в земній корі. 1990 року захищає кандидатську дисертацію.
Від 1992 року працював у Центрі аерокосмічних досліджень Землі, досліджував тему дешифрування космічних знімків. З 2011 року очолював лабораторію дослідження природних ресурсів дистанційними методами.
Загалом надруковано понад 120 його наукових статей та монографій.
2009 року здобуває ступінь доктора геологічних наук, дисертація «Дистанційні аерокосмічні дослідження».
Серед робіт:
- «Методологія використання матеріалів багатоспектральної космічної зйомки для вирішення гідрогеологічних задач», 2009
- «До можливостей оцінювання зволоженості земного покриття за багатоспектральними космічними зображеннями оптичного діапазону на прикладі території України», співавтор С. А. Станкевич, 2007
- «Досвід використання водних індексів супутникових зйомок TERRA/MODIS для моніторингу посухи південних районів України на прикладі вегетаційного періоду 2007 року», 2008.

Лауреат Державної премії України в галузі науки і техніки (2005) — за цикл наукових праць «Розв'язання проблем раціонального природокористування методами аерокосмічного зондування Землі та моделювання геодинамічних процесів», співавтори Греков Леонід Дмитрович, Довгий Станіслав Олексійович, Коротаєв Геннадій Костянтинович, Мотижев Сергій Володимирович, Паталаха Євген Іванович, Попов Михайло Олексійович, Рокитянський Ігор Іванович, Трофимчук Олександр Миколайович, Федоровський Олександр Дмитрович.